# Бюро по демократическим институтам и правам человека
Бюро по демократическим институтам и правам человека (БДИПЧ) (англ. Office for Democratic Institutions and Human Rights) — один из институтов ОБСЕ. Занимается обеспечением уважения прав и основных свобод человека, укреплением и защитой демократических институтов. Штаб-квартира располагается в Варшаве. Пост директора БДИПЧ с июля 2008 года по июнь 2014 года занимал Янез Ленарчич (Словения). С 1 июля 2014 года директором БДИПЧ стал немецкий политик и дипломат Георг Линк.. В 2017 году на должность назначена Ингибьёрг Сольрун Гисладоттир (Исландия), в 2020 году — Маттео Мекаччи (Италия).
Деятельность БДИПЧ охватывает весь регион ОБСЕ и финансируется за счет средств основного бюджета, который ежегодно принимается всеми государствами-участниками ОБСЕ, а также за счет добровольных взносов государств-участников.
БДИПЧ было основано в 1990 году как Бюро по свободным выборам. Хельсинкский документ 1992 года наделил БДИПЧ мандатом по оказанию помощи государствам-участникам ОБСЕ с целью «обеспечить полное уважение прав человека и основных свобод, действовать на основе законности, проводить в жизнь принципы демократии и в этой связи создавать, укреплять и защищать демократические институты, а также развивать принципы терпимого отношения в масштабах всего общества». 
Наиболее известное направление деятельности БДИПЧ — наблюдение за выборами в государствах-участниках ОБСЕ. Ряд государств, в т. ч. Россия, критикуют работу наблюдателей БДИПЧ как не вполне объективную и политически ангажированную. 